# Elizabeth Gaskellová
Elizabeth Cleghorn Gaskellová, rodným jménem Elizabeth Cleghorn Stevensonová (29. září 1810 – 12. listopadu 1865) byla anglická spisovatelka.
Narodila se v Londýně v Chelsea (nyní Cheyne Walk) jako dcera novináře. Po smrti matky ji vychovávala teta v Knutsfordu, který se také později stal předlohou pro její novelu Cranford či pro městečko Hollingford, do kterého byl situován děj románu Manželky a dcery (Wives and Daughters).
V roce 1832 se provdala za Williama Gaskella, se kterým měla velmi šťastné manželství. Již svým prvním románem Mary Bartonová, který byl vydán v roce 1848, si získala velkou popularitu. Zaujal také Charlese Dickense, který hledal v té době pro svůj nově zakládaný časopis Household Words autory. Gaskellová pro něj později na jeho žádost napsala soubor povídek Cranford, který v Dickensově časopisu vycházel na pokračování.
Elizabeth Gaskellová se ve svých románech často věnovala sociálním otázkám, zejména problémům dělnické třídy, vztahům mezi zaměstnavateli a zaměstnanci a vzniku prvních odborů. Často se její dílo srovnává s romány Jane Austenové – obě autorky mají společný smysl pro humor, kriticky se vymezují vůči společnosti ve vztahu k morálce jednání lidí a jejich romány se vyznačují hlubokou propracovaností, plastičností a opravdovostí všech postav, což jejich románům dodává na důvěryhodnosti.

## Život

### Dětství a raná léta
Elizabeth Gaskellová, za svobodna Stevensonová, se narodila 29. září 1810 v Londýně v Lindsay Row, Chelsea, v domě, jehož adresa je nyní 93 Cheyne Walk. Její otec, William Stevenson, zastával úřad strážce státní pokladny. Byl ale velmi všestranný – za svůj život vystřídal řadu profesí – od ministra, farmáře a přispíval i do významných magazínů. Matka Elizabeth zemřela velmi brzy – když bylo Elizabeth pouhých třináct měsíců. Elizabeth se poté ujala teta z matčiny strany, která žila v starosvětském městečku Knutsford a v jejíž poklidné domácnosti Elizabeth vyrůstala. Se svým otcem se v dětství příliš nestýkala, a to až do doby, než se vrátila do Londýna asi rok před jeho smrtí.
V čem ji ale její otec ovlivnil, byla víra v to, že děvčata i chlapci mají právo i povinnost se vzdělávat stejnou měrou. Získala důkladné vzdělání v internátní škole v Barfordu, kam ji poslali, když jí bylo dvanáct let a kde strávila pět let. Učila se cizím jazykům – latině, francouzštině a italštině- a vstřebávala svobodomyslné názory a liberální pohled na svět. Po ukončení školy se na chvíli vrátila do Knutsfordu, ale záhy poté zamířila do Londýna za otcem. V této době ji citelně zasáhla ztráta jejího bratra, který zmizel při plavbě na moři (loď patřila Východoindické společnosti). Tato událost zanechala stopu i v některých jejích románech – v dílech pojednávajících o Frederickovi v románu Sever a Jih (North and South) nebo o mladém Peterovi v souboru povídek Cranford. Inspirací pro postavu paní Gibsonové z románu Manželky a dcery (Wives and Daughters) se pro ni stala další postava z jejího reálného života – nevlastní matka Catherine Thomsonová, kterou si Elizabethin otec vzal v roce 1814 a ke které Elizabeth cítila spíše antipatii. S otcem zůstala až do jeho smrti v roce 1829, aby se vzápětí odebrala zpět do Knutsfordu.
Během jedné návštěvy v Manchesteru se seznámila s reverendem Williamem Gaskellem, který byl zrovna jmenován do funkce zástupce vikáře v Cross Street Chapel. Vzali se 30. srpna 1832.

### Dospělost

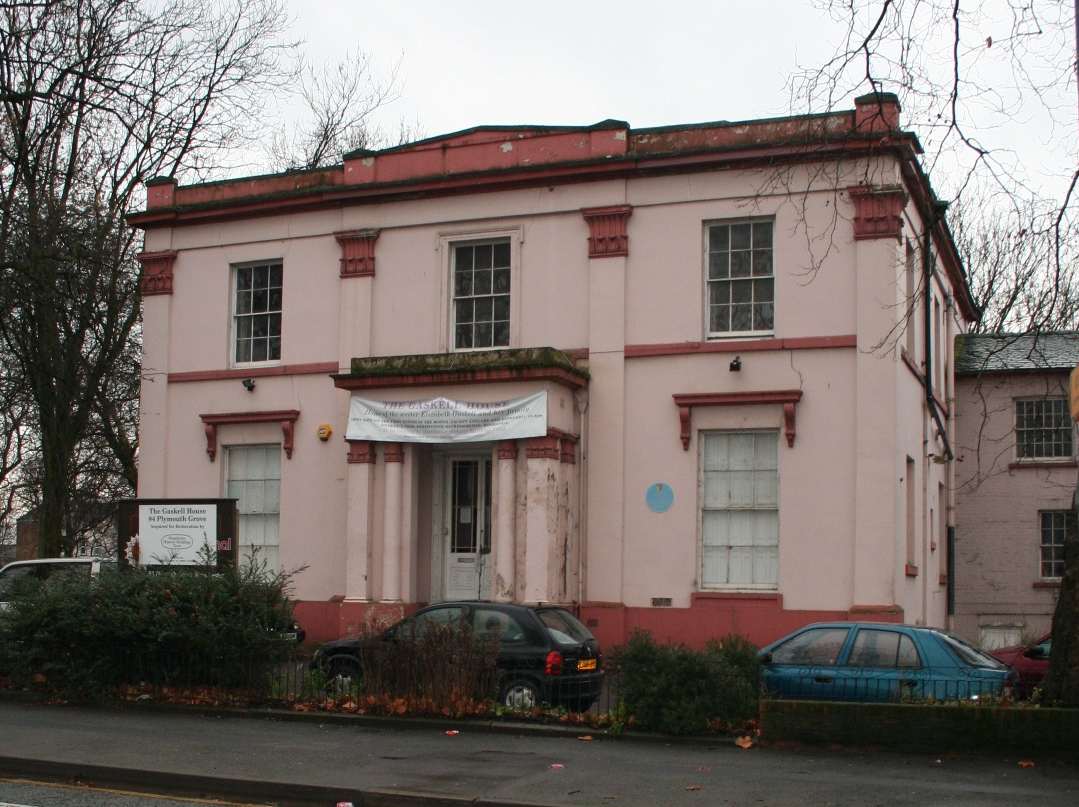
Dům v Manchesteru, ve kterém Elizabeth Gaskellová žila

Cross Street Chapel byla důležitým místem, kde se setkávali svobodomyslní unitáři, a Elizabethin manžel se stal jednou z osobností tohoto společenství, které hrálo významnou úlohu v obchodních i kulturních kruzích. Manželství Gaskellových bylo vnímáno jako velmi harmonický svazek, ve kterém se oba navzájem podporovali a respektovali, aniž by ale popírali tradiční rozdělení úloh muže a ženy ve společnosti.
Pro Elizabeth to bylo období, kdy získávala spoustu nových zkušeností a seznamovala se s významnými osobnostmi. Manchester bylo v té době průmyslovým městem, které zažívalo prudký boom. Stavěly se první továrny, diskutovaly se nejnovější vynálezy a průmyslová revoluce byla na svém vrcholu. Elizabeth Gaskellová tento svět pokroku milovala, ale zároveň ho i nenáviděla. Svých následujících patnáct let od svatby totiž strávila Elizabeth Gaskellová zejména věnováním se vlastní domácnosti a dobročinné činnosti. A právě prostřednictvím této se setkávala také s temnější stránkou průmyslové revoluce a nezadržitelného pokroku. Bída a utrpení dělnické třídy ji šokovaly a velmi trápily. Ale i v tomto období nacházíme první známky tvůrčí činnosti – Elizabeth Gaskellová psala básně a texty k písním.

### Rané období románové tvorby
Zlom v jejím životě nastal, když v roce 1845 došlo k úmrtí jejího devítiměsíčního syna. Manžel jí poradil, aby se pokusila vytrhnout ze smutku spisovatelskou činností. Tak vznikly základy k jejímu prvnímu románu Mary Bartonová: Jak se žije v Manchesteru, který byl dokončen v roce 1847 a vydán anonymně 25. října 1848. Způsobil pozdvižení. Nezastřeně kritizoval netečnost a lhostejnost střední třídy k bídě dělnické třídy. Autorka si kladla otázku, zda jsou zaměstnavatelé odpovědní za chudobu svých zaměstnanců, přičemž kladná odpověď z románu vyvstávala více než jasně. Elizabeth Gaskellová se stala terčem pobouřeného rozhořčení sociální třídy, ke které sama příslušela, a byla označena za zrádce. Gaskellovou toto osočení sice mrzelo, ale nebyl to pro ni důvod, aby změnila svůj názor nebo své chování. Román Mary Bartonová sice nebyl prvním pokusem o vypodobnění života dělnické třídy (známý je např. román Sybil od Benjamina Disraeliho z roku 1845), ale byl prvním realistickým románem na toto téma, který nic neskrýval. Mnoho lidí si po jeho přečtení s otřesením uvědomilo, do jakých hloubek může lidská bytost bez svého zavinění klesnout a jak nespravedlivý je úděl některých lidí. Ačkoli šlo o autorčin první román, museli i ti, kterých se svou kritikou nepříjemně dotkl, přiznat, že jde i po literární stránce o velmi zdařilé dílo.
Gaskellové se po tomto průlomu svou anonymitu nepodařilo zachovat, a to zejména, když začala spolupracovat s populárním Charlesem Dickensem jako nová přispěvatelka do jeho časopisu Household Words. To byl začátek jejich dlouhodobé a úspěšné spolupráce, i když pro Dickense někdy do značné míry stresující, protože Gaskellová neustále překračovala přidělený slovní limit. Byl to právě Dickensův časopis, který začal vydávat soubor povídek Cranford, který se těšil velké oblíbenosti u široké veřejnosti. Lidé oceňovali zejména autorčin smysl pro humor, její laskavou ironii a starosvětskou milost městečka a jeho obyvatel. Není tajemstvím, že Gaskellová čerpala ze svého mládí, které strávila u své tety ve městě Knutsford.
Během let 1851 – 1852 se věnovala Gaskellová psaní svého dalšího románu – Ruth, který byl vydán v lednu roku 1853 a za který obdržela honorář ve výši Ł500. Očividně nebylo jejím zájmem držet se společenských konvencí, protože Ruth se věnuje dalšímu kontroverznímu tématu: postavení neprovdané matky ve společnosti. Opět je nepochybné, že sympatie autorky náleží hlavní hrdince, kterou společnost pro její mravní poklesek odsoudí a odvrhne. Ruth nezbývá nakonec než hledat obživu v prostituci. Gakellová zaslala skicu svého rukopisu i Charlotte Brontëové, jejíž obdiv k Ruth šel tak daleko, že o několik dní odložila i vydání vlastního románu Villette, aby se kritici mohli nerušeně věnovat rozboru románu Gaskellové.
Směr její další tvorby byl ovlivněn žádostí Charlese Dickense. Ten si přál, aby mu Gaskellová pro jeho časopis dodala klasický román. Ten se shodou okolností podle mnoha současných kritiků stal jedním z nejvýraznějších literárních počinů Gaskellové.
Předtím, než usedla ke psaní, se ale rozhodla cestovat a navštívit své přátele, zejména vykonala návštěvu u Charlotty Brontëové v Haworthu v roce 1850, která položila základy k pevnému přátelství.
Nicméně v roce 1854 začala pracovat na svém dalším, ještě nepojmenovaném, románu Sever a Jih (North and South). Romantický vztah dvou protichůdných postav – jemné a vzdělané Margaret Haleové z jihu a Johna Thorntona, tvrdého, ale přímočarého továrníka a obchodníka s bavlnou, se odehrává na pozadí sociálních nepokojů mezi odbory a továrníky v průmyslovém fiktivním městě Milton na severu Anglie, pro něž se stal předlohou opět Manchester. Gaskellová se znovu zabývá sociální otázkou a etikou zaměstnaneckého vztahu, rozložení práv a povinností mezi dělníky a pány a polarizovanými zájmy zaměstnanců a zaměstnavatelů. Od Mary Bartonové se tento román odlišuje nejen tím, že poměry dělnické třídy nepopisuje tak syrovým způsobem, i když i zde se setkáváme s mnoha nešťastnými osudy, ale také tím, že se zabývá i otázkou postavení ženy ve společnosti. Autorka představuje hrdinku Margaret Haleovou, která je velmi bystrá a pevných morálních zásad, i když někdy předpojatá, ale zároveň svým charakterem mnohem silnější než její slabošský otec. Střet Margaret a Johna a střet dělnické třídy a „pánů“ si je tak v mnohém až nápadně podobný. Dělníci i ženy jsou ti s méně právy – ti, kterým vládne „bohatý bílý muž“. Gaskellová se nesnaží dávat odpovědi, snaží se přimět čtenáře, aby se nad řešením sám zamyslel.
Po dokončení románu Sever a Jih se Gaskellová opět vydala na cesty, tentokrát do Paříže a Londýna. Tam ji nečekaně zastihla zpráva o úmrtí Charlotte Brontëové, která zemřela 31. března 1855. Začala se zabývat myšlenkou, že napíše její biografii, když ji o to sami, k jejímu velkému překvapení, požádali otec a manžel zesnulé spisovatelky. Život Charlotty Brontëové (The Life of Charlotte Brontë) měl obrovský úspěch a dílo se do historie nesmazatelně zapsalo jako jedna z nejlepších biografií vůbec. Gaskellové osobně ale vydání biografie přineslo více potíží, než si dokázala představit.Po vlně chvály se zvedla vlna odporu od osob, které byly v biografii jmenovány a které měly za to, že je Gaskellová poškodila nepravdivým vykreslením událostí. Největších rozměrů nabyla aféra s lady Scottovou. Gaskellová uvěřila sdělení Branwella Brontëa ohledně důvodu jeho propuštění z místa soukromého učitele – Branwell Brontë tvrdil, že to bylo proto, že odmítl mít poměr s výše uvedenou dámou. Nicméně nakonec proti Gaskellové nebyla podána žádná žaloba. O tom, jak se vše skutečně seběhlo, se můžeme jen dohadovat.

### Pozdní období románové tvorby
Před vydáním Života Charlotte Brontëové odjela na pozvání amerického sochaře Williama Whetmorea Storyho do Říma. Na tuto dovolenou pak ještě dlouho s radostí vzpomínala nejen proto, že v Římě zrovna vrcholil karneval, ale i protože tam navázala přátelství s mladým Charlesem Eliotem Nortonem (pozdějším profesorem umění na Harvardu). Dopisy, které si vyměňovali, jsou hlavním svědectvím o tom, jak žila Gaskellová ve svém vyšším věku.

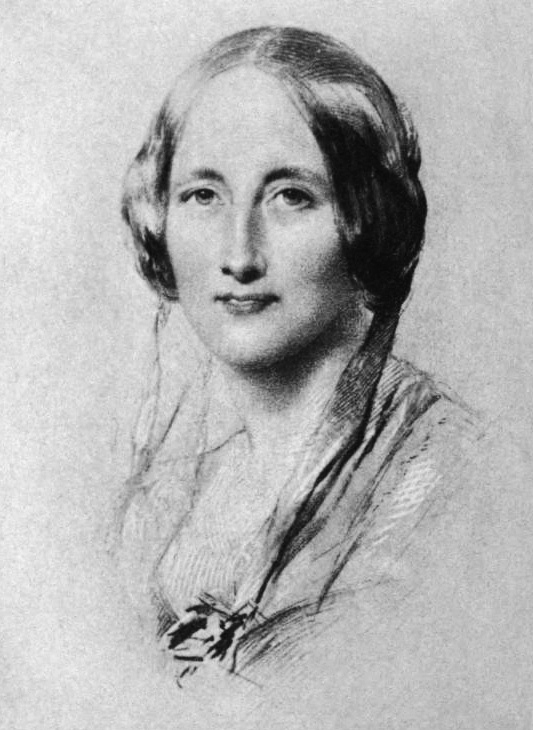
Elizabeth Gaskellová

Po návratu do Anglie pokračovala ve své spisovatelské činnosti. Pro Dickensův časopis napsala několik děl, z nichž za povšimnutí stojí zejména My Lady Ludlow (1858), krátká povídka, která nám svou atmosférou připomíná Cranford, a Lois the Witch (1861), novela o salemských procesech s čarodějnicemi. Svůj soukromý život měla velmi rušný a únavný – jako manželka vytíženého pastora a matka čtyř dcer, byla uznávanou a slavnou spisovatelkou a dům byla neustále plný návštěvníků. Proto často odjížděla načerpat síly na dovolenou. Cesty ji navíc přinášely inspiraci pro její bohatou povídkovou tvorbu. Jedna z těchto cest, kterou podnikla v listopadu roku 1859 do Whitby, se ukázala být velmi užitečnou pro její další připravovaný román – Sylviini milenci (Sylvia’s Lovers).
Psaní jí šlo nejprve od ruky, ale ke konci roku 1860 byl román hotový jen z čtvrtiny. A nepříjemné období mělo teprve přijít – v roce 1862 město Manchester, ve kterém žila, zažívalo recesi způsobenou zastavením dodávek bavlny z Ameriky, kde zrovna zuřila občanská válka. Její vyčerpání je patrné ke konci románu, kde postrádá představivost a náboj. V únoru roku 1863 byl ale román vydán a Gaskellová ho věnovala „Svému manželovi – od té, která nejlépe zná jeho hodnotu“. Síla románu spočívá především v hluboké prokreslenosti postav. Hlavní hrdinka Sylvie je velmi emocionální a vášnivá žena, kterou její nevyrovnaná povaha vede do záhuby. Tragické vyznění celého románu není příliš vlastní stylu Gaskellové. Vzhledem ke své jedinečnosti ve vztahu k ostatním jejím pracím je proto velmi výjimečné.
V roce 1864 začala pracovat na dalším románu – Manželky a dcery (Wives and Daughters). Ten se jí už vzhledem ke zhoršujícímu se zdravotnímu stavu nepodařilo dokončit. Byl vydán až posmrtně a nedokončený v roce 1866.
Ani v posledních letech svého života se ale nedokázala vzdát své cestovatelské vášně, když v roce 1864 navštívila Švýcarsko. V červnu roku 1865 koupila bez vědomí svého manžela dům v Holybournu. Zemřela na náhlý záchvat při jeho prohlídce 12. listopadu téhož roku.

## Dílo

### Romány
- Mary Barton (1848, Mary Bartonová)
- Cranford (1853)
- Ruth (1853)
- North and South (1854–1855, Sever a Jih)
- Sylvia’s Lovers (1863, Sylviini milenci)
- Wives and Daughters (1864–1866, Manželky a dcery)

### Biografie
- Život Charlotty Brontëové (The Life of Charlotte Brontë)

### Novely
- The Moorland Cottage (1850)
- The Old Nurse's Story (1852)
- Lizzie Leigh (1855, Hříšná Lizzie)
- My Lady Ludlow (1859)
- Round the Sofa (1859)
- Lois the Witch (1861)
- A Dark Night's Work (1863)

### Krátké povídky
- Libbie Marsh's Three Eras (1847)
- Christmas Storms and Sunshine (1848)
- The Squire's Story (1853)
- Half a Life-time Ago (1855, česky jako	Život s láskou, život bez lásky)
- An Accursed Race (1855)
- The Poor Clare (1856)
- The Manchester Marriage (1858), kapitola s názvem A House to Let, spoluautorství Charles Dickens, Wilkie Collins a Adelaide Anne Procter, česky jako Alice a její muži.
- The Half-brothers (1859)
- The Grey Woman (1861)

## Filmové adaptace
- 2007 Cranford (TV)
- 2004 North and South (TV)
- 1999 Wives and Daughters (TV)
- 1975 North and South (TV)
- 1972 Cranford (TV)
- 1971 Wives and Daughters (TV)
- 1964 Mary Barton (TV)
- 1951 Cranford (TV)

## Česká vydání
- Mary Bartonová, Mladá fronta, Praha 1960, přeložil Radoslav Nenadál, znovu Lidové nakladatelství, Praha 1976.
- Alice a její muži, Hříšná Lizzie, Daranus, Řitka 2010, přeložila Barbara Bindasová.
- Život s láskou, život bez lásky, Čas, Řitka 2011, přeložila Jana Srbová.
- Cranford, Čas, Řitka 2011, přeložila Květa Palowská.
- Cranford – Cranfordské dámy, XYZ, Praha 2011, přeložil Jan Žlábek.
- Cranford – Zpovědi pana Harrisona, XYZ, Praha 2012, přeložil Jan Žlábek.
- Sever a Jih, Čas, Řitka 2012, přeložila Jana Srbová.